# Мю Голубя
Мю Голубя (лат. μ Columbae), HD 38666 — двойная звезда в созвездии Голубя на расстоянии приблизительно 2058 световых лет (около 631 парсек) от Солнца. Видимая звёздная величина звезды — +5,169m. Возраст звезды определён как около 4,08 млн лет.

## Характеристики
Первый компонент — бело-голубая звезда спектрального класса O9,5V, или B2. Масса — около 18,9 солнечной, радиус — около 6,3 солнечного, светимость — около 43652 солнечных. Эффективная температура — около 29239 K.
Второй компонент — коричневый карлик. Масса — около 55,29 юпитерианской. Удалён в среднем на 2,73 а.е..

## Наблюдение
Мю Голубя — звезда пятой величины спектрального класса O9,5, находящаяся на главной последовательности, одна из немногих в своём классе видимая невооружённым глазом. Имея склонение 32° южнее небесного экватора, Мю Голубя является звездой южного полушария. В северном полушарии звезда наблюдается до 58° северной широты, то есть практически во всех странах, за исключением Гренландии, северных регионов Канады и России, а также Исландии и большей части Швеции и Норвегии. Лучшие месяцы для наблюдения звезды на территории России: декабрь, январь.

## Описание
Звезда находится на расстоянии 1300 световых лет от Земли в созвездии Голубя. Если учесть, что её температура 33 700 K и, соответственно, она много излучает в ультрафиолетовом диапазоне, а также принять во внимание, что величина межзвёздного поглощения пылью невелика — 0,1m величины, можно вычислить, что Мю Голубя имеет светимость 23 300 солнечных. Из этой цифры можно вычислить, что её радиус в 4,5 раза больше солнечного, а период обращения менее 1,5 дня (хотя точная скорость вращения для этой звезды неизвестна, но для звёзд этого класса типичная минимальная скорость вращения начинается от 140 км/с). Массу звезды можно оценить как около десяти солнечных, Тецлаф и соавт. (2011) дают максимальную оценку массы в 11,2 M⊙.
Также является типичным то, что звезда испускает довольно сильный звёздный ветер со скоростью потери массы около 0,1 миллионных долей массы Солнца в год.
Мю Голубя и её партнёр AE Возничего являются классическими «звёздами-бегунами». Звезда движется со скоростью 117 км/с относительно Солнца, а по отношению к AE Возничего движется прямо от неё со скоростью более чем 200 км/с. Когда-то они, должно быть, были вместе, а теперь отдалены друг от друга на 70 °. Современные вычисления позволяют проследить их историю во времени, и показывают, что пара родилась вблизи области, где сейчас находится Трапеция Ориона (именно области, поскольку возраст самой Трапеции порядка миллиона лет) около 2,5 млн лет назад.
Астрономы Блаау и Морган в 1954 году предположили, что обе звезды приобрели столь большую скорость вследствие какого-то одного события. Ни АЕ Возничего, ни Мю Голубя не показывают признаков обмена массой в прошлом (об этом судят по количеству гелия), а значит, скорее всего, причиной того, что эти две звезды выброшены из скопления, является именно динамический сценарий. Вскоре после рождения пары они испытали близкий пролёт йоты Ориона (Наир Аль Саиф) — кратной звёздной системы, основным компонентом которой является очень тесная двойная звезда с необычно большим эксцентриситетом орбиты. Джиес и Болтон в 1986 году пришли к выводу, что АЕ Возничего, Мю Голубя, а также пара массивных звёзд с большими эксцентриситетами орбит под названием ι Ориона (О и В гиганты) — результат взаимодействия два-на-два, которая и вызвала появление бегущих звёзд. В результате этого пролёта, звёздные пары, по-видимому, обменялись звёздами, а две другие звезды были выброшены на высокой скорости в разные стороны, одна из которых в настоящее время находится в созвездии Голубя, а другая в созвездии Возничего.